# Кеверел (Долина Аосте)
Кеверел је насеље у Италији у округу Долина Аосте, региону Долина Аосте.
Према процени из 2011. у насељу је живело 62 становника. Насеље се налази на надморској висини од 1493 м.